# Gaja

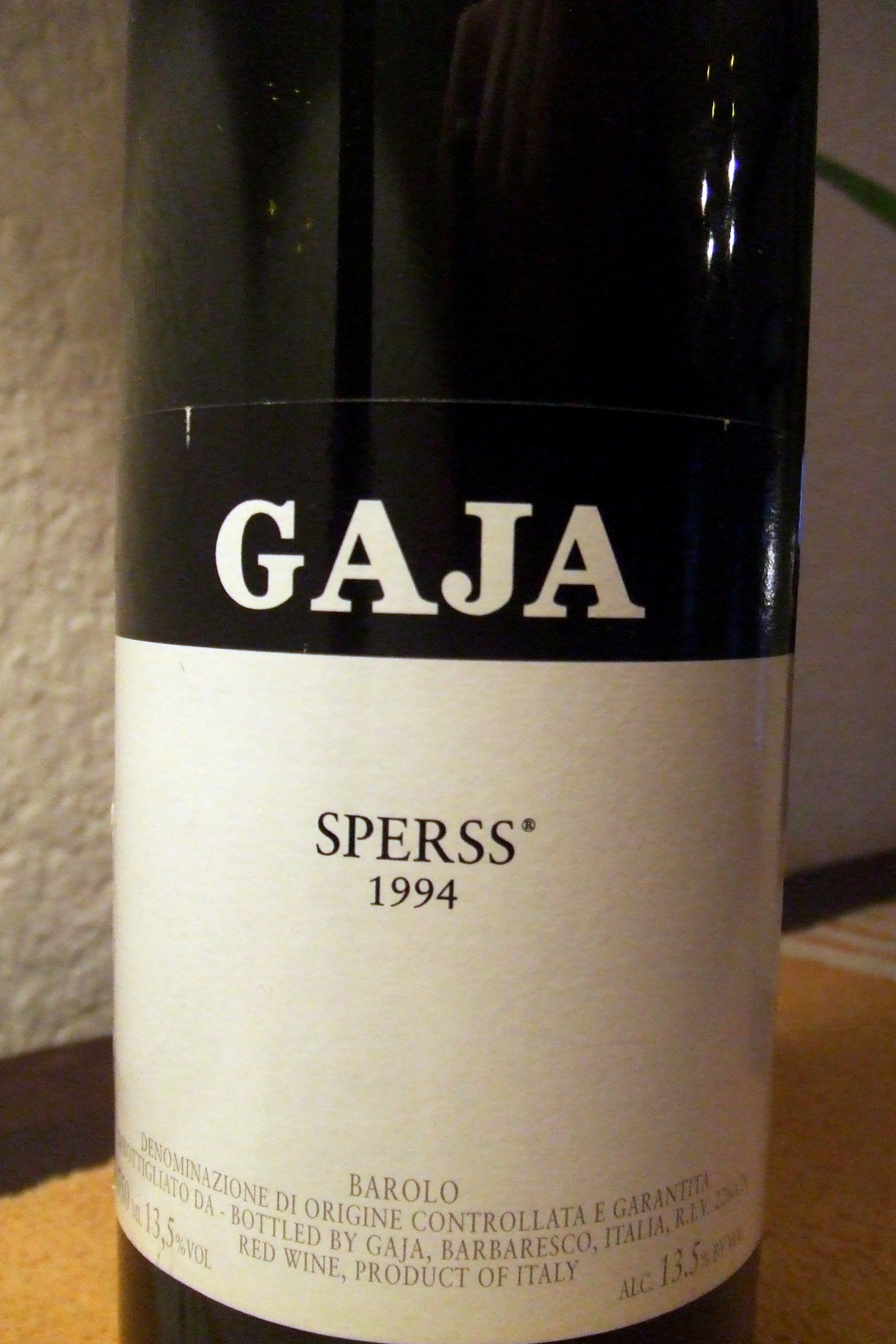
Бутылка Gaja Sperss 1994 года

Gaja (Гайя) — итальянская компания, занимающаяся производством вина из региона Пьемонт. Специализируется на производстве баролло и барбареско. Основана в 1859 году Джованни Гайя. Пятое поколение семьи вовлечено в винодельческий бизнес. Руководит предприятием Анджело Гайа. Компания известна своими новаторскими методами в производстве напитка, благодаря которым Gaja вывела вино барбареско на мировой уровень.

## История
В 1856 году семья Гайя открыла таверну в родном городе Барбареско. Гостям подавали собственное вино. Также семья занималась логистическим бизнесом, организовывая продуктовые караваны между Пьемонтом и Лигурией. Спустя три года винное производство расширилось. Были проданы виноградники в Бароло, чтобы сконцентрироваться на производстве в Барбареско. Тогда это место называлось «задворками Бароло». Молодую винодельческую семью привлекли менее строгие требования к времени выдержки в Барбареско. Площадь посадки на тот момент была всего два гектара. К концу девятнадцатого века вина Гайа уже поставлялись в итальянскую армию в Абиссинье.
В двадцатом веке компания начала продвигаться уже на мировом уровне. В 1937 году Джованни Гайя украсил красными буквами этикетки бутылок. По-настоящему компания сделала рывок после второй мировой войны, когда ему удалось скупить земли в родном регионе, в котором выпускались вина с маркировкой DOCG. Его внук — Анджело — начал работать в компании в 1961 году в возрасте 21 год. В конце шестидесятых он взял бразды правления компанией в свои руки, и именно тогда к марке пришла мировая известность.
На момент вступления в должность Анджело площадь виноградников, принадлежавших семье, не превышала тридцати гектар. Он учился в экологических школах в Альбе и Монпелье. Для начал Анджело кардинально поменял процесс производства. Во-первых, он стал использовать при производстве только собственный виноград. Серьезным изменениям подвергся и процесс сбора и посадки урожая. Одним из важных нововведений, которое сделал Анджело Гайя, стало использование винограда с одного участка для производства определенной марки вина. Ранее виноделы Барбареско и Бароло собирали уроджаи с разных участков и смешивали их. С 1966 года он стал использовать дубовые 225-литровые бочки из французского дуба для выдержки вина, что для итальянского виноделия того времени являлось необычной практикой. Параллельно подобную технологию стал внедрять Пьеро Антинори у себя в хозяйствах в Тоскане. Также он стал использовать бутылки необычной формы для традиционного итальянского виноделия и более длинные пробки. Анжело стал заниматься агрессивным маркетингом, делая упор на продвижение вина через мировую индустрию премиального общественного питания.
Вина Gaja Sorì San Lorenzo (1967), Sorì Tildìn (1970) и Costa Russi (1978) стали первыми напитками региона, которые начали продаваться по высокой цене и принесли славу винограду неббиоло, который использовали местные производители. При Анджело в регионе впервые начали выращивать каберне-совиньон, шардоне и совиньон-блан. Из каберне-совиньон в 1985 году началось производство бренда Darmagi. Слово в переводе с местного диалекта означало словосочетание «как жаль», что являлось своего рода насмешкой над теми, кто протестовал против высадки традиционных бордосских сортов в регионе. Одним из таких людей был его отец. Анджело Гайа купил земли в Баролло, где производилось вино Spress и где в свое время работал и его отец. Позднее он приобрел хозяйство Pieve di Santa Restituta в Монтальчино, где в 1993 появилось первое бруннелло под маркой Gaja. В середине девяностых Анджело купил хозяйство Ca Marcanda в Болгери. В 2000 он пошел на смелый шаг и поменял традиционную рецептуру своих пьемонтских вин и потерял право на маркировку DOCG. Локальным винам разрешалось иметь в своей рецептуре только 100 % неббиоло, но Гайа хотел добавить виноград барбера в свои напитки. В 2016 году он изменил свое решение и вернул рецептуру, которая являлась классической для аппеласьона.
На 2019 год компания производила около одного миллиона бутылок в год. Вино Gaja в среднем стоит достаточно дорого, что в какой-то момент отпугнуло покупателей, но в последние годы диверсификация продукции позволила вернуть часть рынка.

## Собственники и руководство
Анджело Гайа — собственник компании. Родился в 1940 году, в городе Альба, регион Пьемонт. Получил высшее образование по специализации бизнес и экономика. Окончил несколько энологических курсов и путешествовал по винным регионам для получения профессиональных навыков. Работает в семейном бизнесе с 1961 года. Признан человеком года в винодельческом бизнесе по версии журнала Decanter 1998 года. Имеет трех детей — дочерей Гайю, Розанну и сына Джованни. Анджело Гайа открыл каберне совиньон для Джона Уэйна и неббиоло для Марчелло Мастроянни.
Старшая дочь Гайа — отвечает в компании за экспортные поставки. Получила образование в США. После два года отработала на винодельческом предприятии в Сан-Франциско. Вернувшись в Италию, она продолжила работать в семейной компании. Вторая дочь — Розанна — отвечает в компании за внутренний рынок.